# Ново (Ногинский район)
Ново — деревня в Ногинском районе Московской области России, входит в состав сельского поселения Мамонтовское.

## Население
| 1859 | 1905 | 2002 | 2006 | 2010 |
| ---- | ---- | ---- | ---- | ---- |
| 371  | ↗816 | ↘102 | ↘88  | ↗96  |

## География
Деревня Ново расположена на северо-востоке Московской области, в северо-восточной части Ногинского района, примерно в 50 км к востоку от Московской кольцевой автодороги и 18 км к северу от центра города Ногинска, между реками Шерной и впадающей в неё Дубенкой бассейна Клязьмы.
В 18 км к югу от деревни проходит Горьковское шоссе М7, в 13 км к юго-западу — Московское малое кольцо А107, в 11 км к северо-востоку — Московское большое кольцо А108, в 15 км к северо-западу — Фряновское шоссе Р110. Ближайшие населённые пункты — село Новосергиево, деревня Зубцово, а также село Заречье Киржачского района Владимирской области.
В деревне две улицы — Полевая и Фабричная.
Связана автобусным сообщением со станцией Ногинск Горьковского направления Московской железной дороги (маршруты № 24, 25).

## История
В «Списке населённых мест» 1862 года Новая — казённая деревня 2-го стана Покровского уезда Владимирской губернии по левую сторону Стромынского торгового тракта из города Юрьева в город Москву (через Киржач), в 42 верстах от уездного города и 26 верстах от становой квартиры, при реке Серой, с 60 дворами и 371 жителем (181 мужчина, 190 женщин).
По данным на 1905 год — деревня Филипповской волости Покровского уезда в 128 верстах от губернского города, проживало 812 жителей, было 126 дворов. При деревне имелась лесная сторожка (4 жителя, 1 двор).
1929—1930 гг. — деревня Боровковского сельсовета Киржачского района Ивановской промышленной области.
1930—1934, 1939—1963 гг. — деревня Боровковского сельсовета Ногинского района Московской области.
1934—1939 гг. — деревня Зубцовского сельсовета Ногинского района Московской области.
1963—1965 гг. — деревня Боровковского (до 31.08.1963) и Мамонтовского сельсоветов Орехово-Зуевского укрупнённого сельского района Московской области.
1965—1994 гг. — деревня Мамонтовского сельсовета Ногинского района Московской области.
1994—2006 гг. — деревня Мамонтовского сельского округа Ногинского района Московской области.
С 2006 года — деревня сельского поселения Мамонтовское Ногинского муниципального района Московской области.